# Hanns Joachim Klug

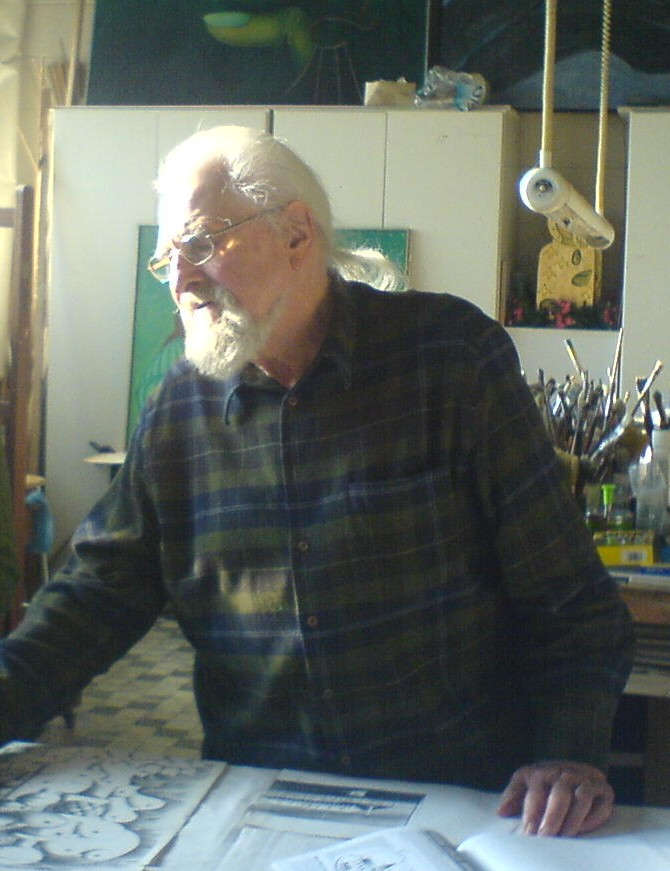
Hanns Joachim Klug im Atelier, März 2009

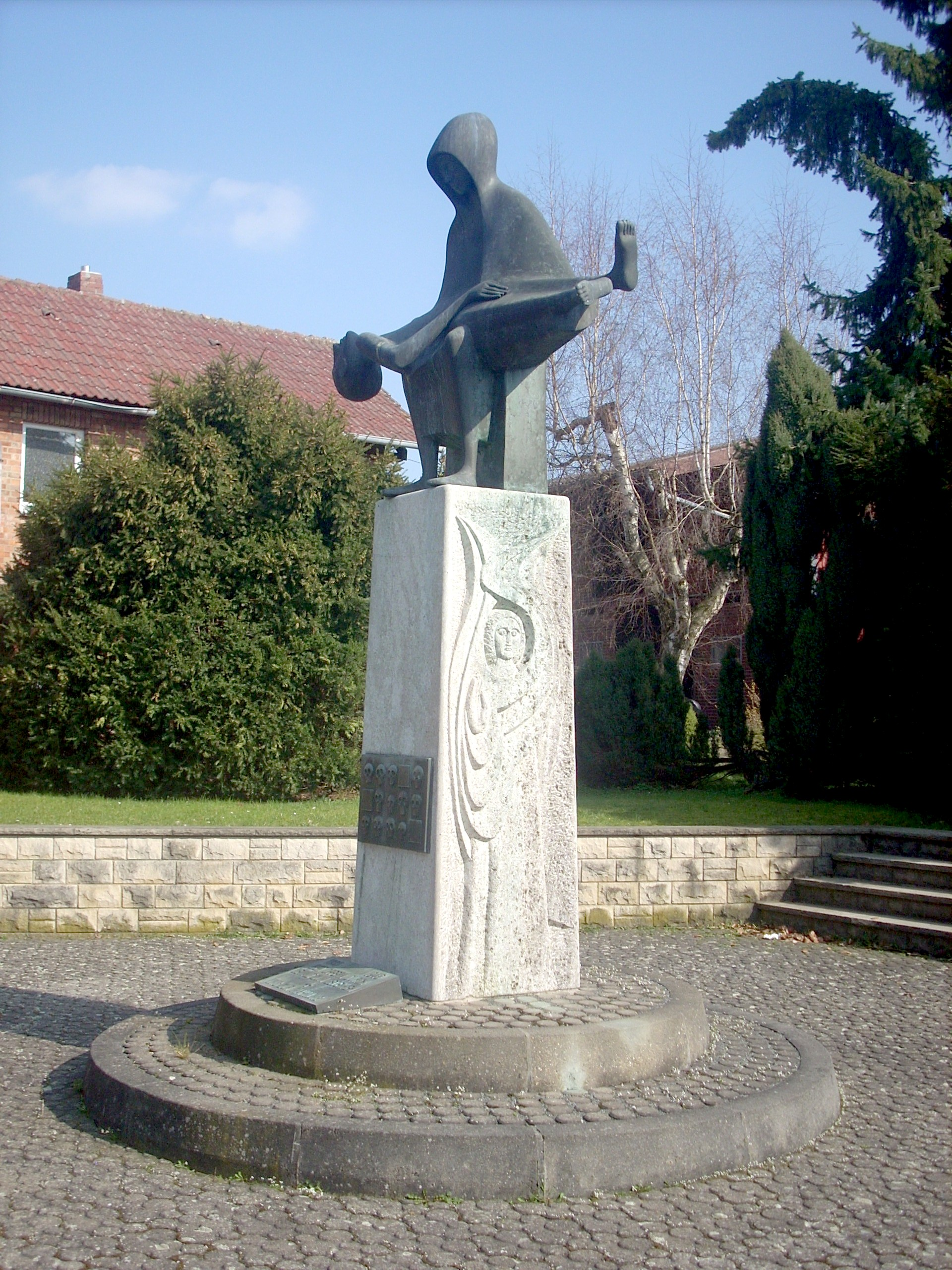
Pietà und Engel – Kriegsopfermahnmal in Algermissen

Hanns Joachim Klug (* 3. September 1928 in Hannover; † 31. Mai 2013 ebenda) war ein deutscher bildender Künstler. Mit unterschiedlichen Techniken und Materialien gestaltete er vorwiegend biblisch-kirchliche und existenzielle Themen und fand dabei zu immer neuen Ausdrucksformen. Surrealistisch beeinflusste Gemälde stehen neben an romanische Vorbilder erinnernden Skulpturen, reduktionistischen Zeichnungen und komplexen Installationen.
Klug fand mit zahlreichen Ausstellungen national und international Anerkennung. Die künstlerische Ausstattung von etwa 140 Kirchen stammt von ihm.

## Leben
Hanns Joachim Klug wurde 1928 in Hannover geboren. Als Kind, dann als sechzehnjähriger Soldat erlebte er den Zweiten Weltkrieg. Nach Kriegsende, unter dem traumatischen Eindruck des Erlebten, spürte er für kurze Zeit eine doppelte Berufung zum Pfarramt und zur Malerei, bis die stärkere Neigung zur Bildenden Kunst sich durchsetzte. Er studierte an der Werkkunstschule Hannover und nahm in den folgenden Jahrzehnten immer neue Einflüsse und Anregungen auf.
Breite Aufmerksamkeit fand 1968 seine Teilnahme an einer Gemeinschaftsausstellung zusammen mit Giorgio de Chirico, Jean Cocteau, Mac Zimmermann und Leo Cremer in der Bremer Böttcherstraße.
Danach forderten Aufträge aus dem kirchlichen Bereich für rund zwei Jahrzehnte seine Schaffenskraft, bis er sich wieder mehr dem persönlichen kreativen Impuls überlassen konnte.
Ein öffentliches Comeback feierte Hanns Joachim Klug 1998 mit seiner Retrospektiv-Ausstellung in der Hannoverschen Europa-Galerie. Während dieser Ausstellung, die auf begeisterte Resonanz stieß, wurden über 200 seiner Werke aus allen Schaffensperioden verkauft. Ähnlich erfolgreich war eine darauf folgende Ausstellung in der Europa-Galerie München.

## Ausstellungen
- 1968 VI. Internationale Biennale „Christliche Kunst der Gegenwart“ in Salzburg

## Öffentlich zugängliche Werke
- Ausstattung von St. Bernward, Hannover
- Altarbild „Die Emmausjünger“ in Weende, St. Vinzenz
- Fabeltierbrunnen auf dem Marktplatz von Lingen (Ems)